# Íngrid Betancourt
Íngrid Betancourt Pulecio (Bogotà, 25 de desembre de 1956) és una política colombiana, exsenadora i activista anti-corrupció.
Betancourt va esdevenir mundialment famosa arran del seu llarg segrest per part de la guerrilla de les FARC que la varen tenir retinguda entre el 23 de febrer de 2002 i el 2 de juliol de 2008, quan va ser alliberada per l'exèrcit colombià amb 14 ostatges més. El seu segrest començà arran de la campanya per les eleccions presidencials de 2002 en les quals ella es presentava com a candidata pel partit verd. A pesar de les recomanacions del govern, Íngrid volgué fer un acte de campanya en una zona amb una gran activitat guerrillera. El seu segrest de 2.321 dies fou àmpliament difós en gran quantitat de mitjans arreu del món, en part a causa de la seva doble nacionalitat colombiana i francesa.
El setembre de 2008 fou guardonada amb el Premi Príncep d'Astúries de la Concòrdia en reconeixement de la seva "fortalesa, dignitat i valentia pels seus anys de captiveri".